# Salvador Pérez Arroyo

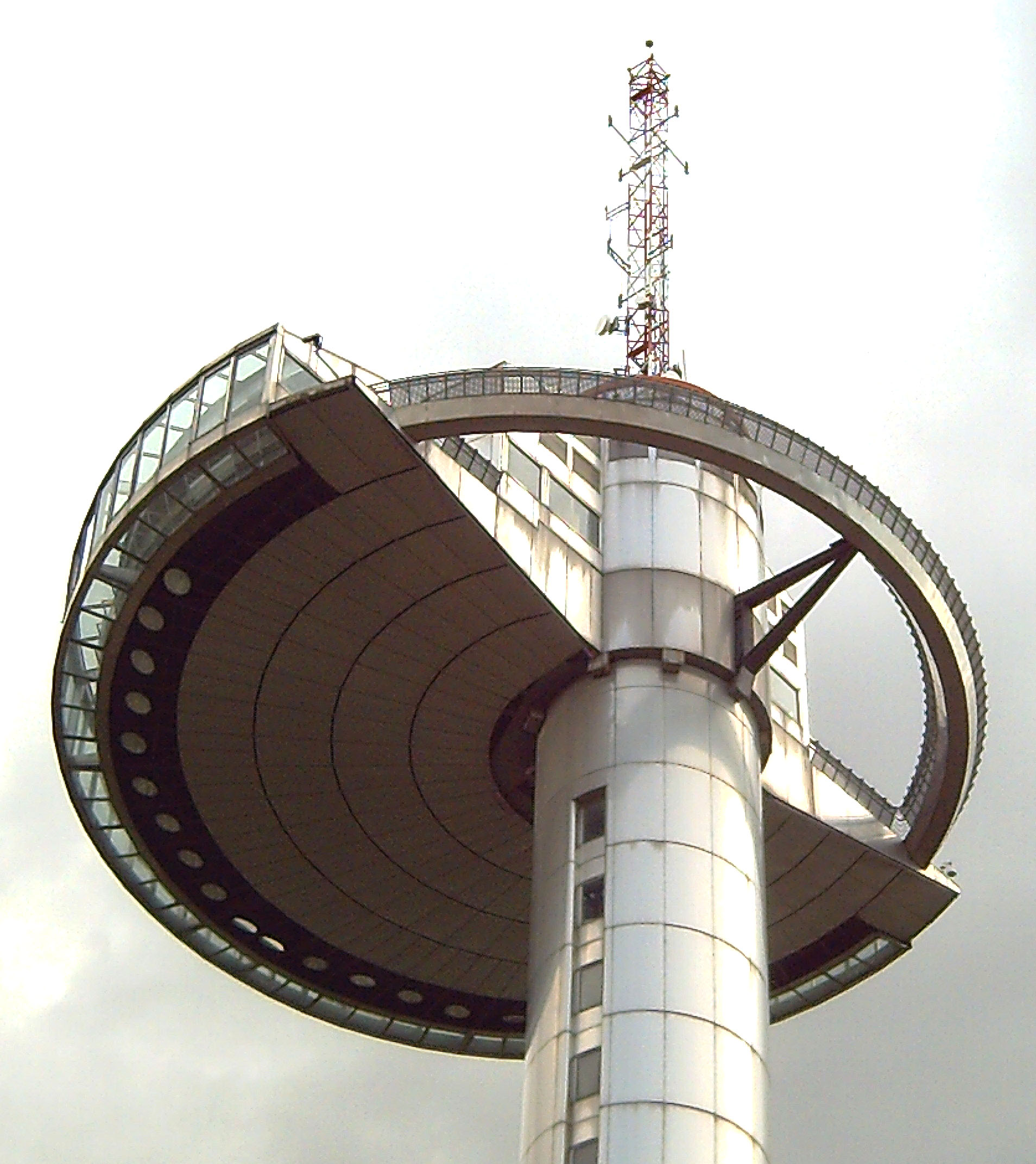
El Faro de la Moncloa es un mirador diseñado por Salvador.

Salvador Pérez Arroyo (Madrid, 1945) es un arquitecto y urbanista español. Es Catedrático del Departamento de Construcción y Tecnología Arquitectónica de la Escuela Técnica Superior de Arquitectura de Madrid. En 1992 el Colegio Oficial de Arquitectos de Madrid publica una obra recopilatoria con los trabajos de Salvador en el periodo de 1978-1990. Ha recibido premios dentro del ámbito nacional como el Premio Acieroid de Construcción en Acero, Premio Asturias de Arquitectura, Premio Anual de Arquitectura de la Ciudad de Madrid y Premio Nacional de Arquitectura de la CEOE.

## Obra
Ha realizado diversas obras de restauración, siendo una de las más destacadas la realizada en la Casa de la Panadería (en la Plaza Mayor en Madrid), el Museo de las Ciencias de Castilla-La Mancha en Cuenca con la colaboración de Eva Hurtado Torán. Al igual que espacios como la plaza de Chinchón. Se encargó de la rehabilitación del Monasterio de San Pedro de Arlanza (situado en Hortigüela en la provincia de Burgos) como un centro de interpretación de la naturaleza.
Algunos de sus edificios más emblemáticos se encuentran en Madrid como es el caso del parque de Delicias, el Planetario ubicado en el parque Tierno Galván y el Auditorio de la Casa de Campo (Rockódromo) ubicado en las cercanías de la Casa de Campo. El Faro de Moncloa en 1992. Realizó igualmente fuera de su Madrid natal el Palacio de Deportes de Gijón (1992-1993). En Oviedo ha realizado el diseño de los bloques de La Losa, las Torres de Montenuño y el Corredoria Arena, pabellón de deportes; en La Coruña el Coliseo y en Alicante el palacio de congresos.